# Nipsey Hussle
 Der er for få eller ingen kildehenvisninger i denne artikel, hvilket er et problem. Du kan hjælpe ved at angive troværdige kilder til de påstande, som fremføres i artiklen.

Ermias Joseph Asghedom (15. august 1985 – 31. marts 2019), bedre kendt under sit kunstnernavn Nipsey Hussle, var en amerikansk rapper og entreprenør fra Los Angeles, Californien. Han blev kendt for "Bullets Ain't Got No Name", "The Marathon", "The Marathon Continues" og "Crenshaw".
Nipsey udgav sit debut album "Victory Lap" i 2018. Dette album blev grammy nomineret for "Best Rap Album". Før dette, havde han udgivet en del mixtapes, men ikke et officielt album før "Victory Lap".
Han har arbejdet med kunstnere som Snoop Dogg, YG & The Game, før han udgav sit debut album.
Dog er det ikke kun musik, som han var kendt for. Han var i større grad kendt i Los Angeles området, for sit arbejde i Crenshaw bydelen, hvor han ejede flere områder samt butikker. Han prøvede at give tilbage til sit nabolag, igennem sine forretninger, hvor han blandt andet ansatte folk, som havde været i fængsel og ønskede at ændre livs vej. 
Herudover har han været en del af, at starte akademier op i området for, at unge kan udfordre deres evner. Hans intention med dette i starten, har været at lære unge ting, som skolerne i området ikke lære dem. Herunder naturvidenskabelige og tekniske projekter, som blandt andet er krav for at kunne blive ansat, i større virksomheder som Google, Apple mm., og større virksomheder i Silicon Valley området. 
Herudover er han medstifter af et musik akademi, som er blevet vist i Netflix programmet "Rythm & Flow".
Nipsey banede vej for, at mange kunstnere skal være mere opmærksomme på deres plade kontrakter, yderligere vigtigheden i, at eje rettigheder til ens musik. Han var under sit eget pladeselskab "All Money In", hvor han lavede en samarbejds aftale igennem pladeselskabet med "Atlantic Records". Aftalen tog flere år, at udfolde sig da han havde krav som blandt andet indeholdte fulde rettigheder til hans musik. Dog vides ikke alle elementer af aftalen, da han underskrev at de ikke offentligt kan snakke om aftalens indhold. 
Han blev skudt ude foran sin butik, The Marathon Clothing Store, i Slauson området i Los Angeles den 31. marts 2019.